# Natureza-morta com Vaso de Gengibre I
Natureza Morta com Vaso de Gengibre I (em holandês: Stilleven met gemberpot I) é uma pintura a óleo sobre tela realizada pelo artista holandês Piet Mondrian em 1911. Neste trabalho, Mondrian é influenciado pelo estilo avant-garde de Paul Cézanne ao dividir os elementos da composição em cores facetadas, e ao as pinceladas para além dos limites dos objectos. É uma pintura de transição pois ainda apresenta os azuis e os rosas de trabalhos anteriores, a perspectiva tradicional, e a integridade de alguns elementos tais como os copos e a panela. Pouco tempo depois, Mondrian pintaria Natureza Morta com Vaso de Gengibre II, um trabalho idêntico a este, mas que quebra com o passado, apresentando um estilo cubista.